# Wilson Kiprop
Pour les articles homonymes, voir Kiprop.
Wilson Kiprop (né le 14 avril 1987 à Soi, dans le District de Uasin Gishu) est un athlète kényan spécialiste des courses de fond.

## Biographie
Il participe à son premier marathon en 2009 et établit le temps de 2 h 9 min 9 s lors du Marathon de Prague.
En 2010, Wilson Kiprop remporte le titre du 10 000 mètres lors des 17es Championnats d'Afrique, à Nairobi, devançant avec le temps de 27 min 32 s 91 l'Ougandais Moses Kipsiro et l'autre Kényan Geoffrey Mutai. Vainqueur du Semi-marathon de Paris, il remporte les championnats du Kenya du 10 000 m en établissant la meilleure performance provisoire de l'année 2010 (27 min 26 s 93). Sélectionné pour les Championnats du monde de semi-marathon disputés en octobre 2010 à Nanning, en Chine, le Kényan remporte l'épreuve individuelle en 1 h 0 min 7 s et devance l’Érythréen Zersenay Tadese, vainqueur pourtant des quatre éditions précédentes.
Blessé en 2011, il doit déclarer forfait pour les Championnats du monde de Daegu. En juin 2012, il remporte les sélections olympiques kényanes du 10 000 m disputées exceptionnellement à Eugene dans le cadre du meeting du Prefontaine Classic. Kiprop l'emporte en 27 min 1 s 98 (meilleure performance mondiale de l'année), devant Moses Ndiema Masai et Bitan Karoki.

### Palmarès
| Date | Compétition                            | Lieu    | Résultat | Épreuve     |
| ---- | -------------------------------------- | ------- | -------- | ----------- |
| 2010 | Championnats d'Afrique                 | Nairobi | 1er      | 10 000 m    |
| 2010 | Championnats du monde de semi-marathon | Nanning | 1er      | Individuel  |
| 2010 | Championnats du monde de semi-marathon | Nanning | 1er      | Par équipes |

### Records
| Épreuve       | Performance          | Lieu   | Date           |
| ------------- | -------------------- | ------ | -------------- |
| 10 000 m      | 27 min 01 s 98       | Eugene | 1er juin 2012  |
| Semi-marathon | 59 min 15 s          | Berlin | 1er avril 2012 |
| Marathon      | 2 heures 09 min 09 s | Prague | 9 mai 2010     |